# شاپور مهران
شاپور مهران از سرداران ارتش ساسانی و از خاندان مهران بود. این خاندان که یکی از هفت خاندان ممتاز پارت بودند، از مقام‌های ممتاز دربار ساسانی بوده و سرداری و مرزبانی کشور را به عهده داشتند.
شاپور مهران برادر ناتنی پیروز یکم هجدهمین شاهنشاه ساسانی بود و در سال ۴۸۲ میلادی از طرف او بعنوان سردار جنگ برای جنگ با واختانگ یکم پادشاه ایبریا فرستاده شد. شاپور و پدرش مهران در چند جنگ دیگر در آسیای مرکزی علیه هپتالیان ماُموریت یافتند ولی با مرگ پیروز و پادشاهی بلاش به تیسفون بازگشتند. با قدرت گرفتن زرمهر در حکومت ساسانی، شاپور و خاندان مهران رو به افول نهادند.